# Harpagifer spinosus
Harpagifer spinosus is een straalvinnige vissensoort uit de familie van ijskabeljauwen (Harpagiferidae). De wetenschappelijke naam van de soort is voor het eerst geldig gepubliceerd in 1980 door Hureau, Louis, Tomo & Ozouf.